# Casa de la plaça Major, 1 (la Vajol)
La Casa de la plaça Major, 1 és una obra de la Vajol (Alt Empordà) inclosa a l'Inventari del Patrimoni Arquitectònic de Catalunya.

## Descripció
Casa situada al centre del poble, de panta baixa i un pis amb la coberta a dues vessants. El paredat original no es pot veure a tota la construcció, ja que la façana està arremolinda, exceptuant les cantonades a on podem veure els carreus força ben escairats. Aquest edifici forma un volum amb una altra casa que transcorre paral·lela al carrer Maçanet. Aquesta casa té dos accessos un dels quals dona a un petit pati, i el principal, amb una porta carreuada a la que s'hi accedeix a través de cinc graons.